# La Chapelle-Blanche, Savoie
La Chapelle-Blanche là một xã thuộc tỉnh Savoie trong vùng Rhône-Alpes ở đông nam nước Pháp. Xã này nằm ở khu vực có độ cao từ 296-732 mét trên mực nước biển.